# Линдси-Бетюн, Реджинальд, 12-й граф Линдсей
Реджинальд Линдси-Бетюн, 12-й граф Линдси (англ. Reginald Lindesay-Bethune, 12th Earl of Lindsay; 18 мая 1867 — 14 января 1939) — шотландский дворянин и офицер британской армии. Он носил титул учтивости — виконт Гарнок с 1894 по 1917 год.

## Биография
Родился 18 мая 1867 года. Старший сын Дэвида Кларка Бетюна, 11-го графа Линдси (1832—1917), и Эмили Мэриан Кросс (? — 1920), дочери Роберта Кросса. При рождении ему дали имя Реджинальд Бетюн, затем его имя изменила на Реджинальд Линдси-Бетюн в 1919 году.
Лорд Гарнок был назначен вторым лейтенантом в 8-й гусарский полк в ноябре 1887 года, повышен до лейтенанта в июне 1889 года и до капитана в июле 1894 года. Он служил с полком в Южной Африке в 1901—1902 годах во время Второй англо-бурской войны и получил чин майора в октябре 1901 года. Война закончилась в июне 1902 года, и лорд Гарнок оставался в Южной Африке до декабря того же года. Позже он служил в полку Восточного райдинга Йоркширских йоменов. Участвовал в Первой мировой войне.
Лорд Гарнок был неудачным кандидатом на выборах в парламент от Консервативной партии в округе Бакроуз, Ист-Йоркшир, в 1906 году. Он был шотландским пэром-представителем в Палате лордов Великобритании с 1917 по 1939 год.
20 марта 1917 года после смерти своего отца Реджинальд Линдси-Бетюн унаследовал титулы 12-го графа Линдси (Пэрство Шотландии), 11-го виконта Гарнока (Пэрство Шотландии), 12-го лорда Парброата (Пэрство Шотландии), 21-го лорда Линдси из Байрса (Пэрство Шотландии) и 11-го лорда Килбиирни и Драмри (Пэрство Шотландии).
Он занимал пост мирового судья и заместителя лейтенанта в Файфе.
16 октября 1892 года виконт Гарнок женился на Беатрисе Мэри Шоу (? — 9 ноября 1944), дочери Джона Шоу из Уэлберн-холла, Йоркшир, но не имел детей. Его младший брат, Арчибальд Бетюн, 13-й граф Линдсей (1872—1943), унаследовал титул графа после его смерти в 1939 году.